# Oxytrita bipars
Oxytrita bipars là một loài bướm đêm trong họ Noctuidae.